# ベテル

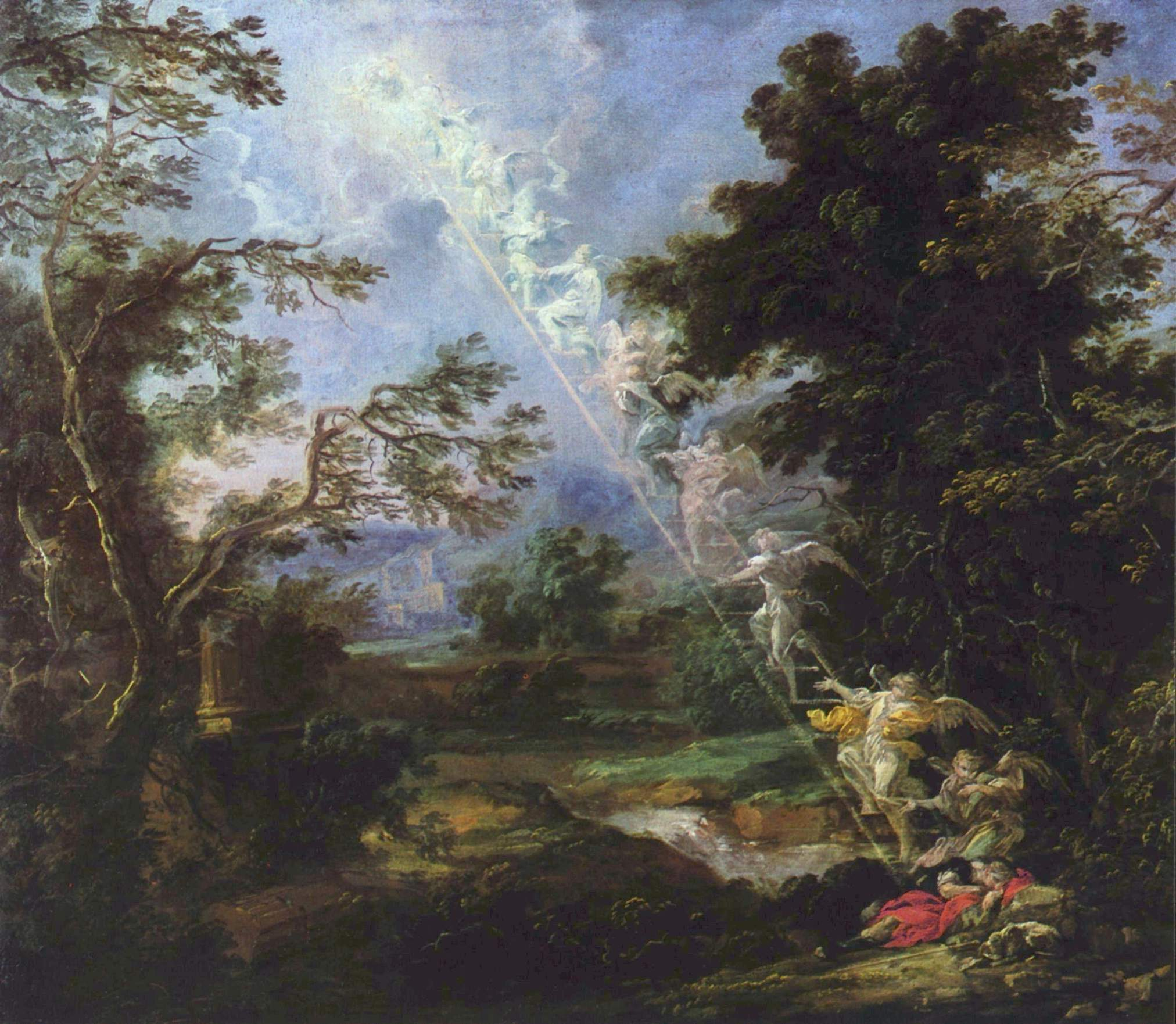
ヤコブのはしご

ベテル（英: Bethel,ヘブライ語: בית אל）は旧約聖書に登場する地名である。現在の、テル・ベイティンではないかと言われている。
エルサレムの北19キロ、アイの西にある町である。以前は、ルズと言われていた。
アブラハムはネゲブに向かう途中で、ベテルの付近に滞在して、祭壇を築いた。
ヤコブはこの町の近くで、神の啓示を受けて、祝福の契約を与えられた後に、ルズをベテルと呼んだ。ベテルとは「神の家」という意味である。

## 由来する組織
- ベーテル財団 - ドイツに本部を置く組織。
- べてるの家 - 北海道に本部を置く組織。
- ベテルホーム - 長谷川保が創設した肺結核患者のための家。